# Cratere Wagner
Wagner è un cratere da impatto sulla superficie di Mercurio.
Il cratere è dedicato al compositore tedesco Richard Wagner.